# پرتاب فضایی

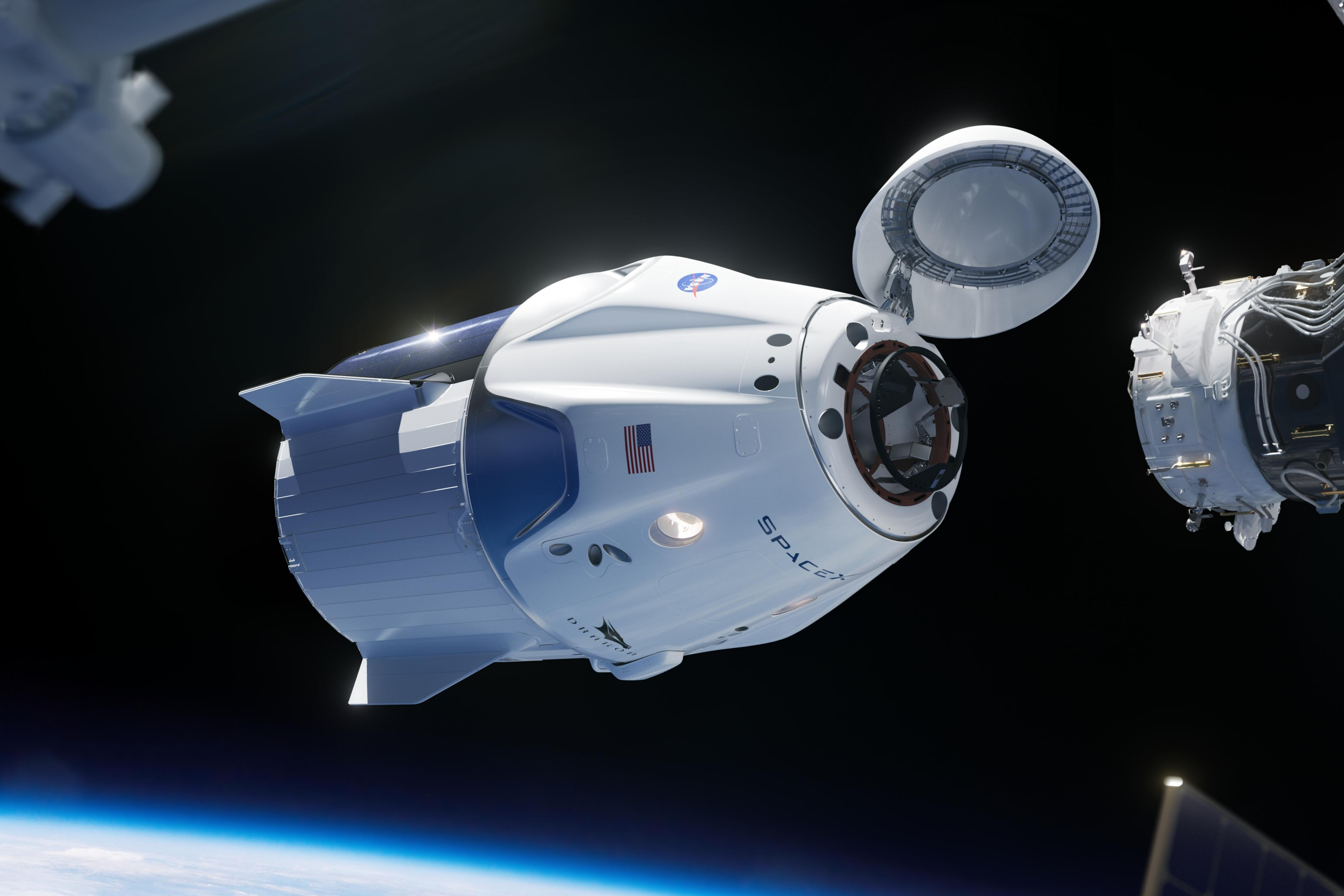
اسپیس‌اکس کرو دراگون

پرتاب فضایی اولین قسمت از پرواز است که به فضا می رسد . پرتاب فضایی شامل مرحله برخاست است، یعنی زمانی که راکت یا سایر وسایل پرتاب فضایی، زمین، کشتی شناور یا هواپیمای میان هوا را در شروع پرواز ترک می‌کند. برخاست دو نوع اصلی دارد: پرتاب راکتی (روش مرسوم کنونی)، و پرتاب فضایی غیرراکتی (که در آن از دیگر اشکال پیشرانه شامل موتورهای جت تنفس هوایی یا انواع دیگر استفاده می‌شود).